# Heteropoda taygiangensis
Espèce
Heteropoda taygiangensis est une espèce d'araignées aranéomorphes de la famille des Sparassidae.

## Distribution
Cette espèce est endémique de la province de Quảng Nam au Viêt Nam,. Elle se rencontre dans le district de Tây Giang.

## Description
Le mâle holotype mesure 10,4 mm.

## Systématique et taxinomie
Cette espèce a été décrite par Zhang, Hoang et Lei en 2025.

## Étymologie
Son nom d'espèce, composé de taygiang et du suffixe latin -ensis, « qui vit dans, qui habite », lui a été donné en référence au lieu de sa découverte, le district de Tây Giang.

## Publication originale
- Zhang, Hoang & Lei, 2025 : « Description of two new huntsman spiders from Vietnam (Araneae, Sparassidae). » ZooKeys, vol. 1236, p. 129-140 (texte intégral).